# Solcata ho fronte
Solcata ho fronte è un sonetto composto da Ugo Foscolo in giovane età: fu pubblicato nel Nuovo Giornale dei Letterati di Pisa nella serie degli otto sonetti. Confluirà poi nelle Poesie di Ugo Foscolo, pubblicate prima presso Destefanis a Milano nell'aprile 1803, e poi per Agnello Nobile, sempre nella città lombarda, in agosto.

## Testo
Crin fulvo, emunte guance, ardito aspetto;

    Labbro tumido acceso, e tersi denti,

Capo chino, bel collo, e largo petto;

Giuste membra, vestir semplice eletto;

    Ratti i passi, i pensier, gli atti, gli accenti,

    Sobrio, umano, leal, prodigo, schietto;

Avverso al mondo, avversi a me gli eventi.

Talor di lingua, e spesso di man prode;

    Mesto i più giorni e solo, ognor pensoso,

Pronto, iracondo, inquieto, tenace:

Di vizi ricco e di virtù, do lode

    Alla ragion, ma corro ove al cor piace:

Morte sol mi darà fama e riposo.»

## Analisi
Il sonetto è basato sull'autoritratto poetico di Vittorio Alfieri e ha ispirato quello di Alessandro Manzoni.

### Alfieri e Manzoni
mostrami in corpo e in anima qual sono:

capelli, or radi in fronte, e rossi pretti;

lunga statura, e capo a terra prono;

sottil persona in su due stinchi schietti;

bianca pelle, occhi azzurri, aspetto buono;

giusto naso, bel labro, e denti eletti;

pallido in volto, più che un re sul trono:

or duro, acerbo, ora pieghevol, mite;

irato sempre, e non maligno mai;

la mente e il cor meco in perpetua lite:

per lo più mesto, e talor lieto assai,

or stimandomi Achille, ed or Tersite:

uom, se' tu grande, o vil? Muori, e il saprai.»
(V. Alfieri, sonetto CLXVII,  9 giugno 1786)
naso non grande e non soverchio umile,

tonda la gota e di color vivace,

stretto labbro e vermiglio, e bocca esile.

Lingua or spedita or tarda e non mai vile,

Che il ver favella apertamente, o tace.

Giovin d’anni e di senno; non audace,

duro di modi, ma di cor gentile.

La gloria amo e le selve e il biondo iddio:

Spregio, non odio mai, m'attristo spesso:

buono al buon, buono al tristo, a me sol rio.

A l'ira presto, e più presto al perdono;

poco noto ad altrui, poco a me stesso:

gli uomini e gli anni mi diran chi sono.»
(Alessandro Manzoni, Ritratto di se stesso)
Nella lettera E dell’Ortis così come nella lettera di presentazione del sonetto In morte del fratello Giovanni, Foscolo sottolinea il fatto che nelle due opere prevalga la verità dei propri sentimenti rispetto alle fonti letterarie, un’osservazione con lo scopo di salvare la propria produzione dalla critica contemporanea facendo prevalere in essa la parte esperienziale rispetto alla vasta interletterarietà riscontrabile in essa. La presentazione di un sé autentico è la modalità in cui Foscolo offre se stesso e le proprie opere. Si tratta di una tecnica utilizzata da altri autori quali Alfieri e Manzoni.
L’elemento di verità si fa addirittura aspetto fisico: nel presentare il proprio ritratto, ad esempio, Alfieri si descrive fisicamente sottolineando la nettezza di alcuni elementi (i capelli “rossi pretti” - chiaramente rossi, senza esitazione -, il “capo a terra e prono”, gli “stinchi schietti”…), correlativo fisico di un atteggiamento morale e soprattutto passionale che consiste sempre nell’essere “irato sempre, e non maligno mai”; allo stesso modo anche Manzoni afferma di essere “duro di modi, ma di cor gentile”, “all’ira presto, e più presto al perdono”. E così anche l’Ortis, alter ego dell’autore, diventa personaggio vero perché caratterizzato dalla passionalità.
Passionalità e verità possono tuttavia cozzare fra di loro: poiché la verità è nella passione, afferma Alfieri, ne consegue che la mente e il cuore sono in perpetua lite, giacché l’elemento passionale non si lascia riportare a una mediazione razionale-opportunistica. Allo stesso modo nell’Ortis, il personaggio giunge al suicidio data l’impossibilità di mediare la passione (l’amore per Teresa) e la verità (l’indipendenza italiana) con la ragione. La passione sarà dunque positiva in quanto è riconoscimento della verità, mentre la ragione si configura come pura mediazione rispetto a una verità dolorosa. Sul piano morale è rispettabile solo il dolore e non il mascheramento di esso tramite la razionalità.
Alfieri, presentandosi ancora perlopiù triste ma talora “lieto assai”, stimandosi prima come il grande Achille e ora come il codardo Tersite, pone alla fine del proprio sonetto a un tu generico la domanda esistenziale: “Uom, se’ tu grande, o vil? Muori, e il saprai”. La risposta può essere duplice: sotto una lente cristiana, potremmo affermare che la grandezza o la viltà dell’uomo può essere giudicata solo da Dio dopo la morte, mentre ad una lettura più classicistica potremmo affermare che la risposta è nel futuro, ovvero nella sopravvivenza e nella fama degli uomini presso i posteri, o nel modo in cui affronterà la prova suprema. Manzoni scioglierà la questione nella chiave cristiana, Foscolo ovviamente in chiave classicistica.

### Analisi del sonetto
Nel momento in cui Foscolo prende il modello dell’autoritratto alfieriano, lo fa anche attraverso Petrarca. Ricordiamo infatti il sonetto XXXV di quest’ultimo: “et gli occhi porto per fuggire intenti / ove vestigio human l'arena stampi”. Proprio in questi primi versi Petrarca traduce letteralmente i versi omerici del ritratto di Bellorofonte e proprio questi sono ripresi da Foscolo nel primo verso del sonetto VII: “Solcata ho fronte, occhi incavati intenti”.
I capelli rossi di Alfieri diventano il “crini fulvo”, mentre il suo pallore diventa nel nostro autore “emunte guance” (scavate), i denti “eletti” diventano “tersi” (bianco avorio). Tutti gli elementi fisici sono dunque netti e realistici, mentre non sono riscontrabili in tale ritratto tratti obliqui. E così viene riportata anche la postura fisica, di tipo classico (“giuste membra”), che si riflette nell’interiorità del personaggio, “sobrio, umano, leal, prodigo, schietto; avverso al mondo, avversi a me gli eventi”.
Nella prima terzina subentrano nuovamente il sonetto XXXV di Petrarca e la malinconia di Alfieri: “Mesto i più giorni e solo, ognor pensoso, / pronto, iracondo, inquieto, tenace”.
Notevole è soprattutto l’accenno all’azione, che nel testo alfieriano non è però presentato esplicitamente: “Talor di lingua, e spesso di man prode”.
Infine, ritroviamo il conflitto fra cuore e ragione: “Di vizi ricco e di virtù, do lode / alla ragion, ma corro ove al cor piace”. Stavolta non c’è dubbio sulla grandezza del personaggio; la morte, elemento positivo di quiete, appare qui nuovamente vagheggiata, desiderata, amata, ed è la sola a poter offrire allo scrittore la grandezza tanto agognata e meritata: “Morte sol mi darà fama e riposo”. Qui finalmente i momenti passionali tacciono e la vita, lungi dal disperdersi, si trasferisce nella memoria. L’idea di morte diviene idea di “quieta grandezza”: la morte costituisce forse in Foscolo il vero e proprio fulcro neoclassico della sua produzione.
Potremmo dire noi, morire in questo modo, trasferendo la propria vita alla contemplazione estatica, sarebbe il massimo a cui aspirare, e tuttavia proprio questo finale non verrà riservato a Foscolo: la conclusione del ciclo vitale dovrebbe portare al ritorno alla terra natale, quando nella realtà biografica la sua sepoltura resterà illacrimata. Idealmente, proprio il tema della morte e della fama conclude il gruppo di sonetti nella nostra antologia e ci porta direttamente al carme Dei Sepolcri.

## Versioni successive
Foscolo tornò spesso sul suo sonetto "autoritratto", con un costante lavoro di aggiornamento e revisione. Di seguito l'ultima redazione della lirica recante la data del 9 maggio 1827, quattro mesi prima della morte del poeta. 
    Crin fulvo, emunte guance, ardito aspetto;

    Labbri tumidi arguti al riso lenti;

Capo chino, bel collo, irsuto petto;

Membra esatte, vestir semplice eletto;

    Ratti i passi i pensier gli atti gli accenti:

    Prodigo, sobrio, umano, ispido, schietto;

Avverso al mondo, avversi a me gli eventi.

Solo i più giorni e mesto e ognor pensoso,

    Alle speranze incredulo e al timore,

Il pudor mi fa vile e prode l'ira.

Mi parla astuta la ragion; ma il core

    Ricco di vizi e di virtù delira,

E sol da morte aspetterò riposo.»